# Accord Mollov-Kaphantaris
L'Accord Mollov-Kafandaris est un traité international signé le 8 décembre 1927 entre le Royaume de Bulgarie et la République hellénique.

## Contexte
Les Guerres balkaniques entrainent des modifications des frontières dans la zone de la péninsule balkanique. La Première Guerre balkanique entraine le recul de l'Empire ottoman qui ne garde en Europe que la Thrace orientale avec Constantinople. Entre-autres, la Bulgarie y gagne un accès à la Mer Égée. La Deuxième Guerre balkanique se termine par sa défaite, et, au Traité de Bucarest (1913) elle doit renoncer à Andrinople et à la Dobroudja du Sud. La Première Guerre mondiale débouche sur une nouvelle défaite pour la Bulgarie qui est contrainte de signer le Traité de Neuilly et de céder de nouveaux territoires, dont la Thrace égéenne attribuée à la Grèce.

## Contenu du traité
L'accord Mollov-Kafandaris prend acte de deux traités antérieurs dont la Bulgarie et la Grèce étaient déjà signataires : le Traité de Neuilly (1919) et le Traité de Lausanne (1923). L'accord fut signé par les ministres des finances du Royaume de Bulgarie, Vladimir Mollov et de la Deuxième République hellénique, Georgios Kaphantaris. Il résout les questions financières liées à la liquidation des propriétés bulgares en Grèce (qui s'oblige à payer à la Bulgarie une indemnité de 1 050 000 léva de l'époque), et des propriétés grecques en Bulgarie (notamment sur la côte bulgare de la mer Noire dont la majeure partie des habitants grecs avait été chassée en 1923 : des villes grecques entières telles que Karvouna-Baltchik, Naulochos-Obzor, Anchialos-Pomorié, Messémbrie-Nessebãr, Sozopolis, Ranouli-Primorsko et Vassiliko-Tzarevo ont été entièrement vidées de leurs habitants grecs, rebaptisées et repeuplées de Bulgares venus de Thrace égéenne). Il en découle, également, un nouvel échange de population entre les deux États, celui de 1923 ayant laissé subsister des minorités résiduelles. En revanche, l'accord accord Mollov-Kafandaris ne concerne pas les minorités turques de Bulgarie et bulgares de Thrace turque, elles aussi en partie échangées en 1923.

## Galerie

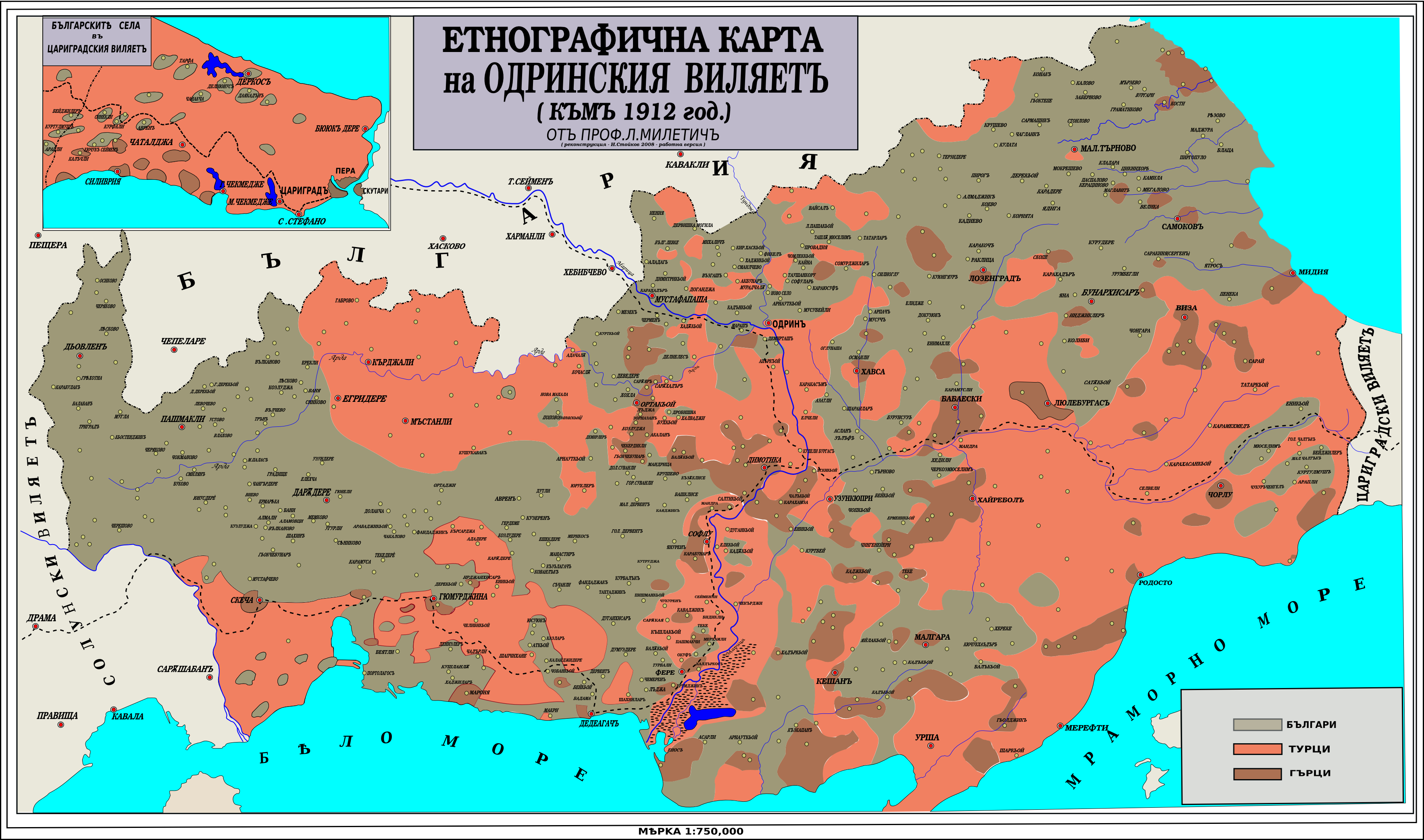
Carte ethnographique du vilayet d'Edirne en 1912
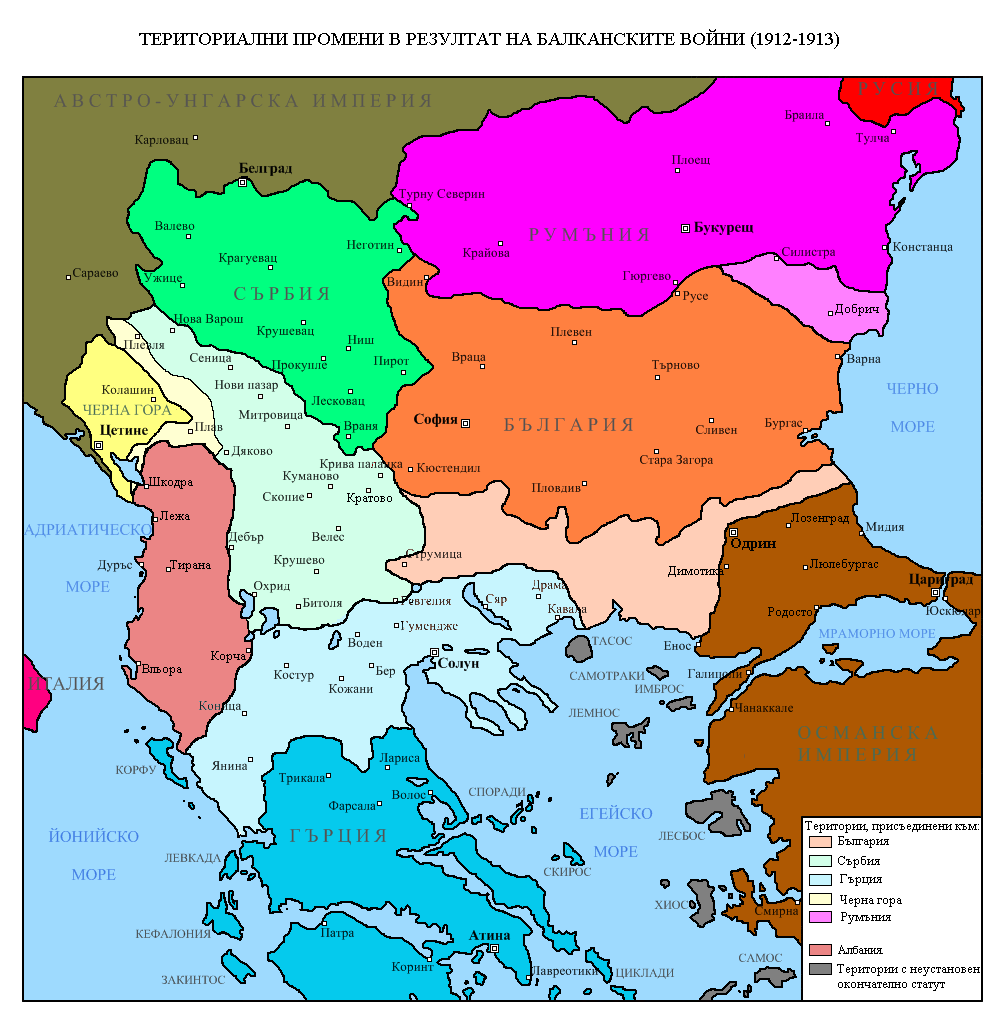
Les modifications territoriales à la suite des deux Guerres balkaniques
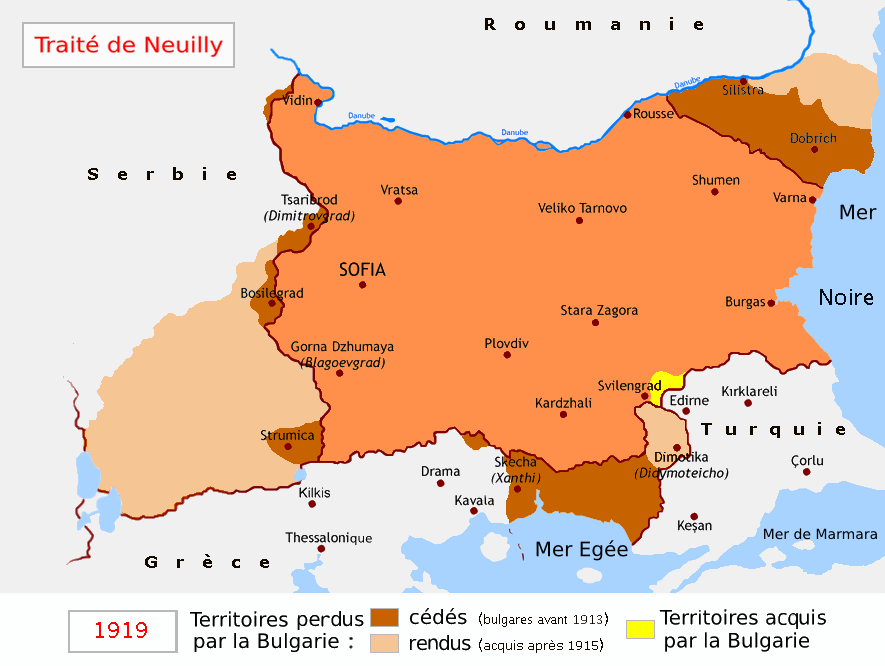
Conséquences du Traite de Neuilly
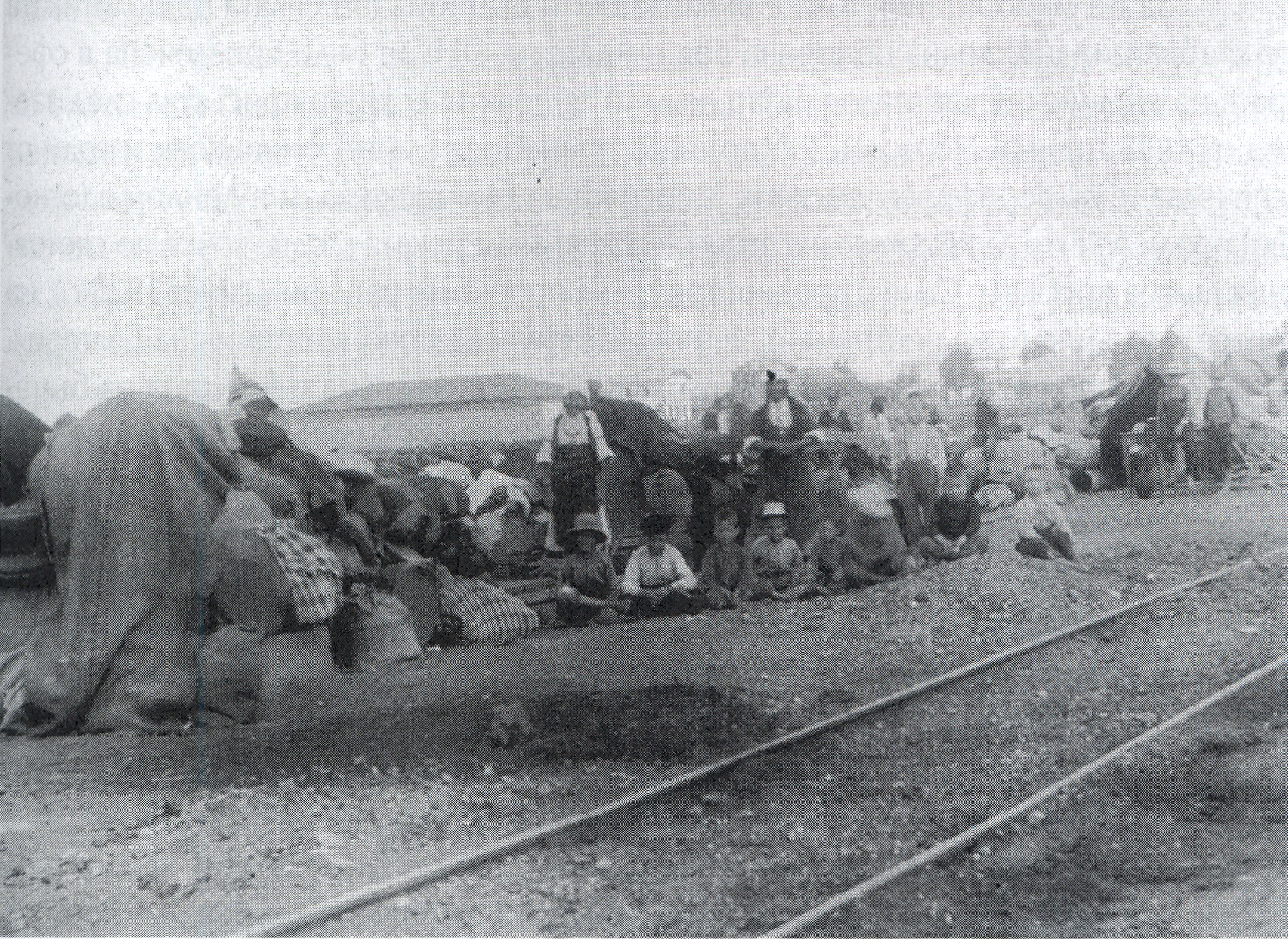
Réfugiés bulgares de Thrace occidentale (1923)